# シモン・ボリバル山
シモン・ボリバル山（スペイン語: Pico Simón Bolívar）は、コロンビア第二の標高を持つ山。標高は推定値で5,730メートル。
付近にあるクリストバル・コロン山の標高はほぼ同じで、コロンビアで最も高い2つの山頂となっている。標高の差は1メートルから2メートルとされている。山名はシモン・ボリバルに由来する。

## 歴史
クリストバル・コロン山の初登頂は、1939年にW・ウッドとA・ベイカーウェル、それにE・プラオリーニが果たした。
シエラ・ネバダ・デ・サンタ・マルタ山地の山への接近は、立ち入りを好ましく思わない部族や、コロンビア革命軍 (FARC) のゲリラの存在により、1990年代初頭以降困難となった。2015年にはこの山とクリストバル・コロン山への遠征が行われた。